# بول هوك (لاعب هوكي الجليد)
بول هوك هو لاعب هوكي الجليد كندي، ولد في 12 أغسطس 1963.

## وصلات خارجية
- بول هوك على موقع دوري الهوكي الوطني (الإنجليزية)
- بول هوك على موقع EliteProspects.com (الإنجليزية)
- بول هوك على موقع HockeyDB.com (الإنجليزية)
- بول هوك على موقع Hockey-Reference.com (الإنجليزية)